# Église Saint-Martin de Vareilles
L'église Saint-Martin est une église romane du XIe siècle dédiée à saint Martin à Vareilles en Saône-et-Loire dans le Brionnais en Bourgogne.

## Historique
L'église est partiellement classée aux monuments historiques pour le chœur et le clocher par arrêté du 14 octobre 1909

## Architecture
Le clocher est surmonté d’une flèche en pierre. 

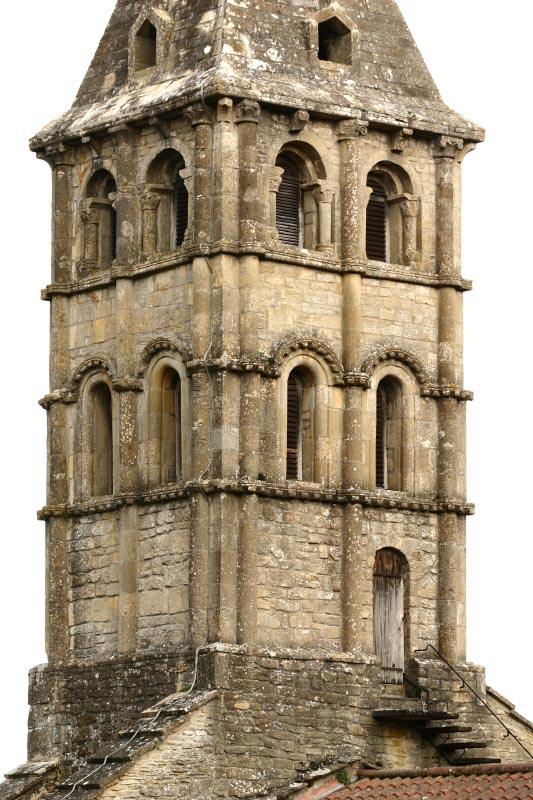
Le clocher roman
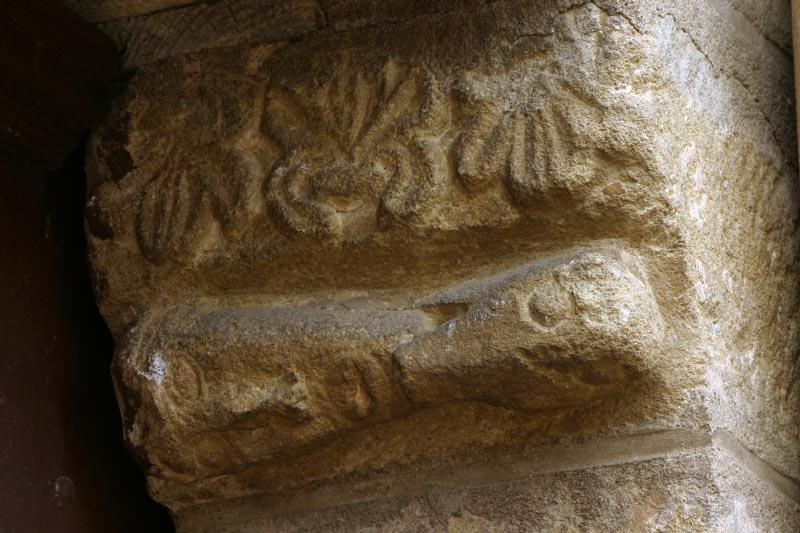
Détail d'un chapiteau